# Liste der deutschen Botschafter in Bhutan
Deutschland und Bhutan hatten bis zum 25. November 2020 keine diplomatischen, aber seit Ende 2000 konsularische Beziehungen. Es gab somit bis 2020 keinen akkreditierten Botschafter. Der deutsche Botschafter in Indien ist zugleich für Bhutan zuständig.  
1978 kontaktierte Bhutan die Bundesrepublik Deutschland, ein erster offizieller Besuch des deutschen Botschafters in Neu-Delhi folgte im Februar 1979.
| Name                        | Bild                        | Amtszeit       | Anmerkungen    |
| BR Deutschland              | BR Deutschland              | BR Deutschland | BR Deutschland |
| --------------------------- | --------------------------- | -------------- | -------------- |
| Dirk Oncken                 | 1977–1979                   |                |                |
| Rolf Ramisch                | 1980–1984                   |                |                |
| Günther Gerlach             | 1984–1985                   |                |                |
| Günther Schödel             | 1984/85–1987                |                |                |
| Konrad Seitz                | 1987–1990                   |                |                |
| Hans-Georg Wieck            | 1990–1993                   |                |                |
| Frank Elbe                  | 1993–1997                   |                |                |
| Heinrich-Dietrich Dieckmann | 1997–2000                   |                |                |
| Heimo Richter               | 2000–2005                   |                |                |
| Bernd Mützelburg            | 2006–2008                   |                |                |
| Thomas Matussek             | 2009–2011                   |                |                |
| Michael Steiner             | Juli 2012 bis 30. Juni 2015 |                |                |
| Martin Ney                  | 2015–2019                   |                |                |
| Walter Johannes Lindner     | 2019–2022                   |                |                |
| Philipp Ackermann           | seit 2022                   |                |                |